# قلعه میر
شهرک قلعه‌ میر یک شهرک در شهرستان بهارستان است که از جمعیت شهرک صنعتی قلعه میر اطلاعات دقیق وجود ندارد؛ شهرک قلعه میر از آب و هوای بیابانی و نیمه بیابانی برخوردار است، همچنین رودخانه شاچای در این منطقه مجاورت دارد.

## مشکلات
بهارستان یکی از متراکم‌ترین شهرستان‌های ایران است، و این جمعیت در برابر کمبود امکانات این شهرک را تبدیل به یک شهرک عقب افتاده و حاشیه کرده است، به شکلی که حالا منطقه با نام لکه صنعتی قلعه‌میر شناخته می‌شود.